# Rasgulla
I rasgulla sono dolcetti sferici, a base di chhena (un formaggio a coagulazione acida diffuso nel subcontinente indiano) e zucchero, originari dell'India orientale, anche diffusi nel Bangladesh, in Pakistan e in Nepal.

## Storia
I rasgulla sono rivendicati dagli stati indiani di Orissa e del Bengala Occidentale.
Secondo gli storici di Orissa, i dolci vennero ideati a Puri come diretta evoluzione dei khiramohana. Per tradizione venivano offerti alla dea 
Lakṣmī nel tempio di Jagannath. Chi appoggia questa teoria, tra cui lo studioso del tempio Laxmidhar Pujapanda e il ricercatore Jagabandhu Padhi, essi risalireberro al dodicesimo secolo, epoca in cui venne costruito l'edificio. I dolci vengono anche citati in testi come il Jagamohana Ramayana (XV secolo) di Balarama Dasa e in alcune leggende locali.
Stando a un'altra teoria dell'esperto di dolci Haripada Bhowmick, esisteva inizialmente una prima versione dei rasgulla a Navadvip e Phulia, nel Bengala Occidentale. In seguito, si sarebbe diffusa nelle altre regioni all'epoca del movimento Bhakti. Bhowmick sottolinea inoltre che quel dolce era particolarmente apprezzato da Caitanya (1486–1533). Secondo molti, gli odierni rasgulla del Bengala Occidentale, bianchi e dalla consistenza spugnosa, sarebbero stati ideati nel 1868 dal pasticcere Nobin Chandra Das. Alcuni hanno messo in dubbio la sua paternità dei rasgulla: Pranab Ray sostiene che il vero inventore dei dolcetti sarebbe un uomo di nome Braja Moira, il quale vendeva l'alimento già due anni prima, nel 1866, nel suo negozio a Calcutta; secondo il Mistikatha, un giornale dell'Associazione dei commercianti di dolci del Bengala Occidentale, all'epoca di Das vi erano già molti dolci simili preparati da altri.
Nel 2015 la variante del Bengala Occidentale dei rasgulla venne riconosciuta da tale Stato con un'indicazione geografica. Tre anni dopo, anche la versione dell'Orissa venne riconosciuta con il medesimo marchio da quest'ultimo Stato.